# Götzis
Götzis är en köpingskommun i distriktet Feldkirch i förbundslandet Vorarlberg i Österrike. Kommunen har 12 231 invånare (2024).
Götzis är känt för sina friidrottstävlingar i tiokamp och sjukamp. Roman Šebrle, Tjeckien satte till exempel sitt nu gamla världsrekord i tiokamp här 27 maj 2001, med 9 026 poäng.